# Provincia de Bà Rịa-Vũng Tàu
Ba Ria-Vung Tau (en vietnamita: Bà Rịa-Vũng Tàu) fue una de las provincias que conformaban la organización territorial de la República Socialista de Vietnam. Existió desde 1991 hasta su fusión con Ciudad Ho Chi Minh en 2025.

## Geografía
Ba Ria-Vung Tau se localiza en la región del Sureste (Đông Nam Bộ). La provincia mencionada posee una extensión de territorio que abarca una superficie de 460,65 kilómetros cuadrados.

## Demografía
La población de esta división administrativa es de 913.100 personas (según las cifras del censo realizado en el año 2005). Estos datos arrojan que la densidad poblacional de esta provincia es de 1.982,2 habitantes por cada kilómetro cuadrado.

## Historia
Con la excepción de las islas Đào Con, el resto del territorio de la actual Ba Ria-Vung Tau fue una vez una parte de Đồng Nai, una provincia al norte del país. En 1979, Vũng Tàu fue separado de Đồng Nai y se fusionó con las islas Đào Con (anteriormente parte de la provincia de Hau Giang), formando la nueva Vũng Tàu-Con Đào. Más tarde, en 1992, de Ba Ria también fue separado de Ðồng Nai, y se la fusinó con Vung Tau-Con Đào para formar la actual provincia de Ba Ria-Vung Tau.